# Александар Никачевић
Александар Никачевић (рођен 26. јануара 1978. у Краљеву) је некадашњи српски професионални бициклиста, дугогодишњи репрезентативац у бициклизму и бивши селектор српског националног тима. Један од највећих успеха у професионалној каријери му је победа на традиционалној бициклистичкој трци Кроз Србију 2002. године. Никачевић је уједно и последњи српски бициклиста који је победио на тој трци.
Александар Никачевић је у јуну 2009. године ухапшен у Падови, Италија у великој акцији италијанске полиције у борби против допинга, а српски држављанин се сумњичи да је кријумчарио производе за допинг. Потом је 2010. као првоокривљени у споменутој истрази суспендован на 16 година на све активности везане за бициклистички спорт.